# جامعة كاسل

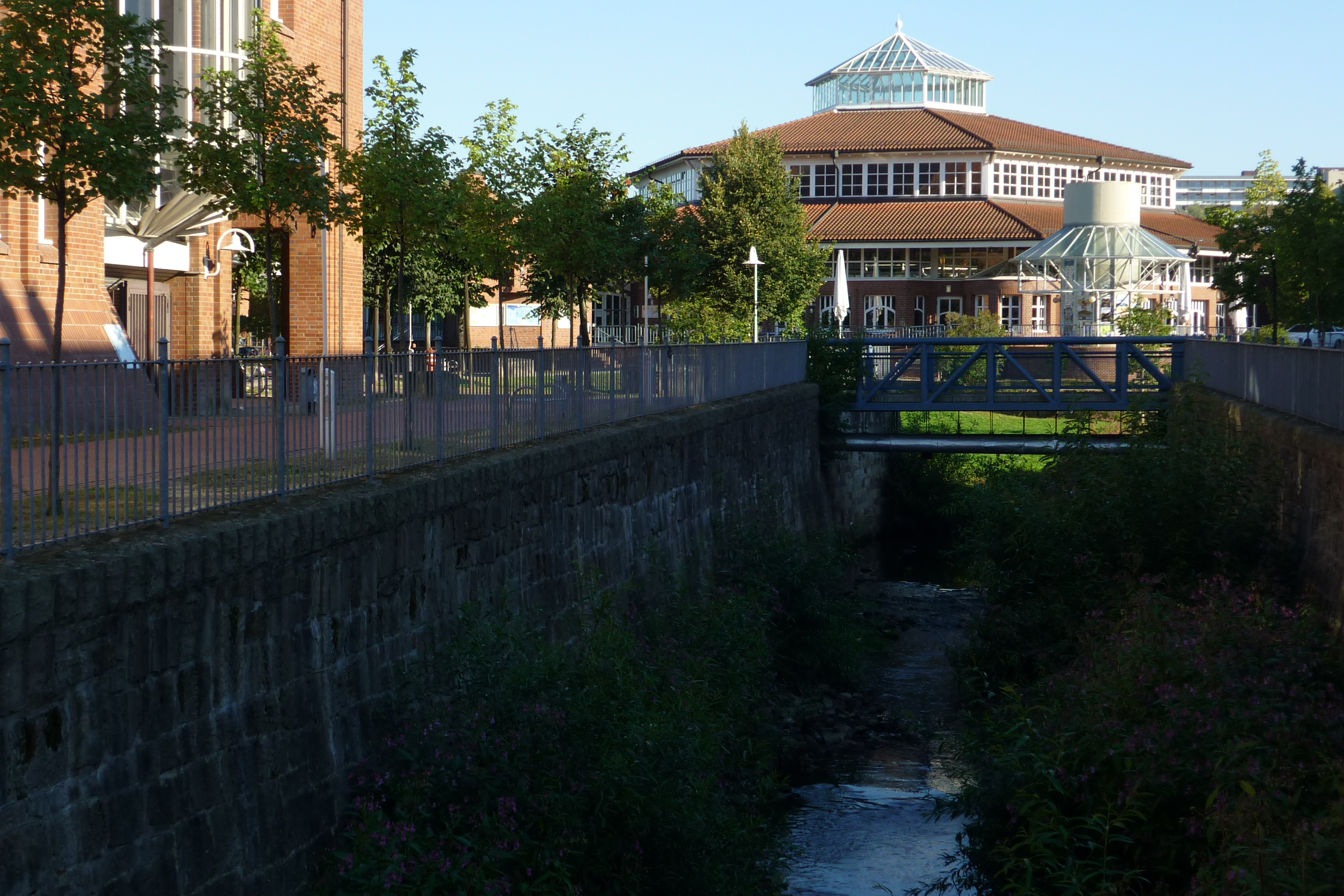

جامعة كاسل (Universität Kassel) تقع الجامعة في مدينة كاسل وسط ألمانيا، وتشتهر المدينة إلى جانب كونها مدينة الاخوين غريم بمعرضها الفني العالمي (دوكومنتا). التخصاصات الموجودة في الجامعة تشمل المجالات التقنية، البيئية، علم التربية والاجتماع، الفنون الجميلة وإعداد المدرسين. إن حرم جامعة كاسل يتوزع على أكثر من منطقة في كاسل، باستثناء قسم العلوم الزراعية فيتواجد في مدينة صغيرة تدعى «فيتسن هاوزن» والتي تبعد 40 كم عن كاسل. المقر الرئيسي للجامعة يقع على مقربة من مركز المدينة.

## نشأة الجامعة وتطورها
في الفترة ما بين عامي (1633-1653) كانت جامعة كاسل هي الجامعة المركزية في ولاية هيسن، أنشأ الحاكم فريدريش الثاني في عام 1777 جامعة كاسل الحالية كأكاديمية للفنون الجميلة. وفي عام 1832 تم تأسيس معهد عالٍ للعلوم التطبيقية، درّس وعمل فيه عدد كبير من الكيميائيين المشهورين.
في عام 1898 تم إنشاء مدرسة زراعية في مدينة «فيتسن هاوزن» متختصة بتعليم وإعداد الكفاءات في مجال الزراعة لارسالهم فيما بعد للعمل في المستعمرات الألمانية حول العالم. ثم تم تطوير المدرسة لتصبح اليوم كلية زراعية، كما أنها تحتوي على المعهد الألماني المختص بالزراعة في المناطق الاستوائية وشبه الاستوائية.
في عام 1970 تم إتخاذ القرار الرسمي بإنشاء جامعة كاسل، وتم افتتاحها رسمياً بتاريخ 25/10/1971. جامعة كاسل هي أول جامعة ألمانية طورت نظام التدريس على مستويين المشابه لنظامي «الباتشلر والماستر» العالميين. بعد عشرين عاماً على إنشاء الجامعة بلغ عدد الطلاب المنتسبين إليها أكثر من 16 ألف طالباً، في عام 2010 جاوز هذا العدد حدود ال20 ألف طالباً.

## أرقام وحقائق عن الجامعة
في الفصل الشتوي (2011-2012) بلغ عدد الطلاب الدارسين في جامعة كاسل 21,518 طالباً، منهم 10,213 طالبة و11,305 طالباً. عدد الطلاب الأجانب من المجموع الكلي 2,529 طالباً.
في عام 2010 تخرج من الجامعة 4078 طالباً. وحصل 191 طالباً على شهادة الدكتوراة، فيما بلغ عدد الحاصلين على درجة برفسور في العام نفسه 6.
عدد العاملين في الجامعة حسب سجلات عام 2011 هو 2,550 موظف، منهم 314 برفسوراً.
المخصصات الحكومية لجامعة كاسل لعام 2011 بلغت 151,01 مليون يورو. هذا بالإضافة إلى 46,15 مليون يورو من جهات أخرى داعمة للبحث العلمي والدراسة.

## التعليم والبحث العلمي
يعتبر البحث العلمي في جامعة كاسل متنوع ومتعدد الاختصاصات ويشمل مجالات الأبحاث البيئية، التخصصات الهندسية (هندسة مدنية، هندسة ميكاترونكس، هندسة ميكانيكية، هندسة كهربائية، هندسة معمارية وتخطيط مدن)، بالإضافة إلى الهندسة المعلوماتية. هذا وتضم الجامعة اختصاصات التربية،علم الاجتماع، الفنون التشكيلية والتصميم.
الدراسات العليا «الماستر» تشمل طيفاً واسعاً من التخصصات، وهي موجهة أيضاً للطلاب الأجانب، حيث تسعى الجامعة إلى استقطاب طلاب من كافة أنحاء العالم، هذا ويتم التدريس في بعض الاختصاصات باللغة الإنكليزية. والجدير بالذكر أن الجامعة طورت موديل تعليمي يؤهل الطلاب لتحصيل الكفاءة العلمية والخبرة العملية معاً، ففي الكثير من الاختصاصات يتوجب على الطالب خلال دراسته أن يقوم بفترة تدريب معينة لدى إحدى المؤسسات المشابهة لمجال دراسته.
ترتبط جامعة كاسل باتفاقيات تعاون مشترك مع أكثر من 200 جامعة حول العالم، من بينها 20 جامعة عربية. كما ترتبط جامعة كاسل بعلاقات وثيقة مع الجامعات السورية وخاصة في مجال الهندسة المدنية. هذا ويوجد بين جامعة كاسل وجامعة القاهرة برنامج دراسات عليا «ماستر» المسمى «ريمينا» المختص بمجال الطاقة المتجددة في الشرق الأوسط والذي يشرف على تدريب وتأهيل الخبراء للعمل في مجال الطاقة المتجددة (Renewable Energy and Energy Efficiency for the Middle East and North Africa Region) بالإضافة إلى هذا تقوم الجامعة من خلال نشاطات وبرامج الجامعة الصيفية العالمية ونشاطات الجامعة الشتوية العالمية بتقديم برامج تعليمية وتدريبية خاصة للطلاب الأجانب الذين يرغبون بالتدريب لبضعة أسابيع في جامعة ألمانية أو يريدون التعرف على جامعة ألمانية. كلا النشاطين يضمان برامج ومعلومات حول الطاقة المتجددة، البيئة، اللغة والثقافة الألمانية.
مكتبة جامعة كاسل تحتوي على ما يقارب 1,9 مليون كتاب، هذا وتضم المكتبة أيضا أكثر من 10 آلاف مخطوطة عالمية بعضها يعود إلى القرن السادس الميلادي.

## الكليات
1. كلية العلوم الإنسانية (التربية، الموسيقا، علم النفس وعلم الاجتماع).
2. كلية الآداب والثقافة (علوم اللغات والادب، الفلسفة، علوم اللاهوت).
3. كلية علوم المجتمع (القصة، الجغرافيا، العلوم السياسية، الرياضة).
4. كلية العمارة، تخطيط المدن والتخطيط العمراني.
5. كلية العلوم الاقتصادية.
6. كلية علوم الأحياء والرياضيات.
7. كلية الهندسة الزراعية.
8. كلية الهندسة المدنية وهندسة البيئة.
9. كلية الهندسة الميكانيكية.
10. كلية الهندسة الإلكترونية والمعلوماتية.
11. كلية الفنون الجميلة.

## المراكز العلمية ومرافق الجامعة
- Center for Environmental Systems Research - CESR
- Center for Interdisciplinary Nanostructure Science and Technology - CINSaT
- المركز الدولي للتعليم العالي والبحوث.
- المركز التخصصي لحماية المناخ والتكيف معه.
- مركز الدراسات العليا لعلوم البيئة.
- مركز الأبحاث لعلوم المعلوماتية.
- شبكة البحوث في مجال أنظمة المركبات.
- المركز التخصصي لعلوم وتقنيات التوزيع اللامركزي للطاقة.

## معلومات مفيدة
تحتوي جامعة كاسل على المرافق التالية:
- معهد لغات يقدم دورات باللغة الألمانية بالإضافة إلى لغات أخرى متعددة.
- مركز شؤون الطلاب والذي يقدم المعلومات اللازمة للطلاب المتعلقة بأمور التسجيل في الجامعة، العاملون في المركز متعاونون ويقومون بتقديم كل مساعدة ممكنة للطلاب، ويمكن التواصل معهم بالألمانية أو الإنكليزية.
- مركز خدمات الطلاب الذي يقدم مساعداته في مجال السكن الطلابي والعمل في الجامعة وغيرها.
- إلى جانب المكتبة تحتوي الجامعة على عدد كبير من المخابر والمراكز المؤهلة للدراسة والبحث العلمي.
- مطعم الجامعة وعدد من الكافتيريات التي تقدم الطعام والشراب للطلاب بأسعار مقبولة.
- مركز الحاسب الذي يضع أجهزة الحاسوب في خدمة الطلاب ويقدم مساعدات في حالات المشاكل التقنية المتعلقة بإنترنت الجامعة وغيرها.
- المركز الرياضي الذي يقدم برامج رياضية على مدار السنة وبأسعار رمزية للطلاب.
- لقاء رسم الاشتراك الفصلي يحصل كل طالب على بطاقة الطالب التي تمكنه من التنقل بوسائط النقل العامة في كاسل مجاناً وتخفيضات في مطعم الجامعة وحساب إنترنت يمكنه من خلاله الدخول إلى شبكة إنترنت الجامعة مجانا داخل حرم الجامعة.

## روابط إلكترونية ذات صلة
- http://www.uni-kassel.de
- http://www.kunsthochschule-kassel.de
- http://www.incher.uni-kassel.de
- http://www.usf.uni-kassel.de/cesr
- http://www.cinsat.uni-kassel.de
- http://www.uni-kassel.de/iwu
- http://www.uni-kassel.de/isu
- Kunsthochschule Kassel
- http://www.remena.uni-kassel.de
- http://www.ece.uni-kassel.de
- http://www.uni-kassel.de/hrz/db4/extern/joomla/index.php?option=com_content&view=frontpage&Itemid=1